# ليزلي غرانثام
ليزلي غرانثام (بالإنجليزية: Leslie Grantham)‏ هو جندي وممثل بريطاني، ولد في 30 أبريل 1947 في كمبرول ‏ في المملكة المتحدة، وتوفي في 15 يونيو 2018 في لندن في المملكة المتحدة بسبب سرطان الرئة.

## وصلات خارجية
- ليزلي غرانثام على موقع IMDb (الإنجليزية)
- ليزلي غرانثام على موقع ألو سيني (الفرنسية)
- ليزلي غرانثام على موقع أول موفي (الإنجليزية)
- ليزلي غرانثام على موقع قاعدة بيانات الأفلام السويدية (السويدية)
- ليزلي غرانثام على موقع قاعدة بيانات الفيلم (الإنجليزية)
- ليزلي غرانثام على موقع كينوبويسك (الروسية)